# Очерк
О́черк — одна из разновидностей малой формы эпической литературы — рассказа, отличная от другой его формы, новеллы, отсутствием единого, острого и быстро разрешающегося конфликта и большей развитостью описательного изображения. 
Отличия зависят от особенностей проблематики очерка. Это полухудожественный-полудокументальный жанр, в котором описываются или реальные события и люди, или образы-типы (вместо проработанной личности), посвящённый злободневной или публицистической теме.
Граница между этими двумя формами не всегда очевидна, так же, как и граница между различаемыми по затронутой тематике видами очерков: лирико-философские, путевые, нравоописательные, мемуарные, этнографические и другие. Широко распространена традиция объединения очерков в циклы, связанные не единым сюжетом, а общностью проблематики.

## Основные особенности жанра
Очерковая литература затрагивает не проблемы становления характера личности в её конфликтах с устоявшейся общественной средой, как это присуще новелле (и роману), а проблемы гражданского и нравственного состояния «среды» (воплощённого обычно в отдельных личностях) — проблемы «нравоописательные»; она обладает большим познавательным разнообразием. Очерковая литература обычно сочетает особенности художественной литературы и публицистики.
В художественной литературе очерком называется одна из разновидностей рассказа, отличается большей описательностью, затрагивает преимущественно социальные проблемы. Публицистический, в том числе документальный, очерк излагает и анализирует реальные факты и явления общественной жизни, нередко — в сопровождении статистических данных и других документальных источников, и как правило, в сопровождении прямого истолкования их автором.
Основной признак очерка — писание с натуры. В очерке вымысел играет гораздо меньшую роль, чем в других литературных жанрах. Типизация в очерке достигается, помимо выбора типичных явлений, отбором особенно типичных для явления черт. Из описательного по преимуществу характера очерка вытекает и композиционное его построение. В очерке может совсем отсутствовать сюжет или он во всяком случае ослаблен («Записки охотника» И. С. Тургенева, 1847-51; «Очерки бурсы» Н. Г. Помяловского, 1862-63). Автор очерка часто переходит от одного характеризуемого явления или его стороны к другому, лишь в общей форме намечая их зависимость. Не связанный необходимостью наглядно, в образной форме показывать развитие действия, автор очерка чаще, чем авторы других жанров, вмешивается в ход описываемых событий от первого лица. Это даёт очеркисту возможность более свободной группировки материала, возможность многообразных сопоставлений, аналогий и прочего. В очерке гораздо большее значение, чем например в рассказе, имеют место публицистические рассуждения, научные обобщения, иногда даже статистический материал. Язык очерка в большей мере, чем язык любого другого литературного жанра, включает элементы языка публицистического и научного. Черты очерка как жанра не остаются постоянными.

## История зарождения
Зарождение жанра очерка связано с эпохой Просвещения, когда на страницах английских сатирических журналов «Болтун» (1709—1711) и «Зритель» (1711—1714) Ричарда Стила и Джозефа Аддисона появились первые нравоописательные очерки. Широкое распространение нравоописательный очерк получил в европейской литературе, прежде всего во Франции (Оноре де Бальзак, Жюль Жанен), в 1830-е-40-е гг.
В России традиции очеркового жанра закладывал Н. И. Новиков в сатирических журналах «Трутень» и «Живописец». Расцвет жанра очерка в России пришёлся на 1840-е, во 2-й пол. 1850-х — 1870-е гг., в творчестве М. Е. Салтыкова-Щедрина (цикл «Губернские очерки», 1856-57), В. А. Слепцова (цикл «Владимирка и Клязьма», 1861), когда он становится ведущим жанром.

## Виды очерков
1. Портретный очерк. В отличие от других произведений художественной литературы в портретном очерке образ героя не вымышлен, а взят из реальной действительности[6]. Автор исследует личность героя, его внутренний мир. Через это описание читатель догадывается о социально-психологической подоплёке совершённых поступков. Необходимо указывать подробности, которые делают характер этой личности драматичным, возвышают его над всеми другими героями. В современных российских изданиях портретный очерк выглядит по-другому. Чаще всего это краткое изложение биографии, набор классических человеческих качеств. Поэтому портретный очерк больше литературный жанр, чем публицистический.
2. Проблемный очерк. Основная задача автора — публицистическое освещение проблемы. Он вступает в диалог с читателем. Сначала обозначает проблемную ситуацию, а потом соображения по этому поводу, подкрепляя их собственными знаниями, официальными данными, художественно-изобразительными средствами. Этот жанр популярен больше в журнальной периодике, так как по размеру и глубине превосходит газетные аналитические статьи.
3. Путевой очерк. Сложился гораздо раньше, чем другие виды очерка. В основе рассказ автора о путешествии, об увиденном и услышанном. Многие русские писатели обращались к этому жанру: А. С. Пушкин («Путешествие в Арзрум во время похода 1829 года»), А. Н. Радищев («Путешествие из Петербурга в Москву»), А. А. Бестужев, А. П. Чехов («Остров Сахалин») и другие[7]. Может включать в себя элементы других очерков. Например, портретный используется для описания людей и их нравов, которые повстречались автору во время его путешествия. Или элементы проблемного очерка могут использоваться для анализа ситуации в разных городах и сёлах.
4. Исторический очерк. Хронологическое, научно обоснованное изложение истории предмета исследования. Например, «Исторический очерк Вятского края», 1870 год. Очерк излагает и анализирует реальные факты и явления общественной жизни, как правило, в сопровождении прямого истолкования их автором.
5. Физико-географический очерк[8][9] — научно обоснованное изложение нахождения и описания географического объекта, например Физико-географический очерк Москвы.